# 史景迁
乔纳森·德莫特·斯彭斯（英語：Jonathan Dermot Spence，1936年8月11日—2021年12月25日），汉名史景遷，生於英國薩里郡，英裔美國籍的中国歷史學家、漢學家，1993年起担任耶鲁大学历史学斯特林教席。他因深入研究中国历史而享誉国际，其研究涵盖了从明朝末期到现代的中国历史，特别注重个人与历史大背景之间的联系。
史景遷一名為中國史學家房兆楹所命，其原義為“景仰司馬遷”。

## 生平
史景迁1936年出生于英国伦敦市郊的薩里郡，父亲在出版社和艺术画廊工作，母亲是法国文化的爱好者。
1954年，他从温彻斯特男子学院毕业后，在军队服役两年，驻扎在德国，后进入剑桥大学克莱尔学院，期间担任校报编辑和文学杂志《格兰塔》（Granta）的联合主编。1959年获得学士学位后，以美仑奖学金到美国耶鲁大学读硕士学位，师从于史学家费正清的学生芮玛丽。后来芮玛丽推荐史景迁去澳洲跟澳洲国立大学的房兆楹教授夫妇做博士论文，其博士论文《康熙与曹寅》后获波特论文奖。1965年史景迁获耶鲁大学史学博士学位，毕业后留校任教。
史景迁是美国历史学会2004年至2005年的主席。他因研究而经常访问中国的大学。
史景迁晚年饱受帕金森病折磨，2021年12月25日因帕金森病并发症在康涅狄格州去世。

## 成就
史景迁被公认是16世纪以来的最有影响力的汉学家之一，他在历史塑造现代中国所扮演的角色方面有详尽的写作。他备受好评的《追寻现代中国》 已经成为近代中国史的标准教科书。他最近的著作包括毛泽东传记和《大義覺迷》，探究18世纪历史引人注目的一段经历。
史景迁研究中国历史半生，对中国近代史的开端时间有与中国史学界不同的看法，而且他认为应该修改中小学历史教材，他说：“我在西方教中文、中国历史文化的时候，发现中国人编的课本有一个缺陷，就是当他们讲述中国近代历史的时候，总是从19世纪中国受的屈辱和侵略开始切入。40年前我在开始教授中国历史时就觉得这非常不合理，如果要更好地研究中国历史，我们应该从17、18世纪的中国开始研究。因为当时的中国在世界上表现出一种更自信的姿态。”

## 评价
哈佛大学教授孔飞力、加州大学伯克利分校教授魏斐德和耶鲁大学教授史景迁一般被称为北美汉学三杰，属于北美汉学谱系中继第一代费正清和第二代列文森、史华慈、芮玛丽之后的第三代。史景迁以叙事和文笔见长，孔飞力以方法和视角见长，而魏斐德以选题和史料见长。
史景遷的著作，大多能深入淺出，且文筆流暢、敘事性強。史景遷是在美國少數能使專業史學著作成為暢銷書的作者之一，對於中國歷史知識在西方英語世界的傳布造成很大影響。美國匹茲堡大學教授許倬雲形容：“給他一本電話簿，他可以從第一頁的人名開始編故事，編到最後一個人名。”
汪榮祖說：“史景迁并不喜欢后学理论，他的书根本没有什么理论，更无艰涩的名词，但他生动的叙事，完全可以迎合史学界随后学而起“叙事再生”（Revival of Narrative）的呼声，使他成为史学叙事再生后的一支生力军”，又批评“他的作品作为历史文章毕竟缺乏分析与论证，也少见他对历史问题提出独特的解释。因而虽多引人入胜的故事，却少扎实的历史知识。”據稱钱锺书当年访问耶鲁时私下戏称史景迁为“失败的小说家”。

## 家庭
史景迁一生结过两次婚，第一任妻子是海伦·亚历山大（Helen Alexander）。二人离婚后，他于1993年与历史学家金安平再婚。他与第一任妻子有两个儿子，以及一个继女和一个继子。

## 著作
- 《康熙與曹寅：一個皇室寵臣的生涯揭秘》（Ts'ao Yin and the K'ang-hsi Emperor: Bondservant and Master）（1966）
- 《改變中國：在中國的西方顧問》（To Change China: Western Advisers in China, 1620–1960）（1969）
- 《中國皇帝：康熙自畫像》（Emperor of China: Self-Portrait of K'ang-Hsi ）（1974）
- 《婦人王氏之死：大歷史背後的小人物命運》（The Death of Woman Wang）（1978）
- 《天安門：中國的知識份子與革命》（The Gate of Heavenly Peace: The Chinese and Their Revolution 1895–1980）（1982）
- 《利瑪竇的記憶宮殿》（The Memory Palace of Matteo Ricci）（1984）
- 《胡若望的疑問》（The Question of Hu）（1987）
- 《追尋現代中國》（The Search for Modern China）（1990）[註 1]
- 《中國縱橫：一個漢學家的學術探索之旅》（Chinese Roundabout: Essays on History and Culture）（1992）
- 《上帝的中國之子：洪秀全的太平天國》（God's Chinese Son: The Taiping Heavenly Kingdom of Hong Xiuquan）（1996）
- 《大汗之國：西方眼中的中國》（The Chan's Great Continent: China in Western Minds）（1998）
- 《毛澤東》（Mao Zedong）（1999）
- 《皇帝與秀才：皇權遊戲中的文人悲劇》/《雍正王朝之大義覺迷》（Treason by the Book）（2001）
- 《前朝夢憶：張岱的浮華與蒼涼》（Return to Dragon Mountain: Memories of a Late Ming Man）（2007）